# Ajay Bhai Amrit
Ajay Bhai Amrit est un journaliste puis diplomate fidjien.

## Biographie
Son arrière-grand-père gujarati émigre aux Fidji dans les années 1920 et s'y installe comme commerçant. Ajay Bhai Amrit devient journaliste, et interviewe entre autres le boxeur Mohamed Ali, le prince de Galles Charles, les acteurs Anil Kapoor et Shahrukh Khan, et le joueur de rugby Jonah Lomu.
Cofondateur en 2021 du parti Alliance populaire, il mène campagne pour ce parti pour les élections de décembre 2022. À l'issue de ces élections, le nouveau Premier ministre Sitiveni Rabuka, chef de ce parti et également ministre des Entreprises publiques, le nomme président du comité de direction de la Fijian Broadcasting Corporation, la société publique de radiodiffusion du pays,,.
Le 22 septembre 2023, il est nommé haut commissaire (ambassadeur) des Fidji en Australie, et démissionne donc de la présidence de la FBC,.